# PHP Shell
PHP Shell o Shell PHP es un programa o script desarrollado íntegramente en PHP. Su principal función es la posibilidad de ejecutar shell-commands en el servidor donde se encuentre alojado.
Algunos shells tienen funciones extendidas, como la de explorar los directorios en el servidor en que se encuentre, crear archivos y eliminar, crear directorios y eliminar, editar archivos en texto plano, establecer una conexión MySQL, PostgreSQL u Oracle, establecer una conexión con NetCat, cambiar permisos a los elementos del servidor, etc.
Este método de administración remota ha sido usado en sustitución del SSH (Secure SHell).
A menudo estos programas o scripts son utilizados con fines maliciosos, como acceder a datos importantes del servidor, cambiar el contenido de las páginas, etc.